# كارلوس إسكوبار
كارلوس إسكوبار (بالإسبانية: Carlos Escobar Casarin)‏ (21 مايو 1990 بتيموكو في تشيلي - ) هو مدرب كرة قدم ولاعب كرة قدم تشيلي في مركز الظهير. لعب مع نادي أونيفرسيداد دي تشيلي ونادي كونسيبسيون ‏ وسان لويس دي كويلوتا وUnión Temuco ‏.

## وصلات خارجية
- كارلوس إسكوبار على موقع قاعدة بيانات كرة القدم.إي يو (الإنجليزية)
- كارلوس إسكوبار على موقع قاعدة بيانات كرة القدم.إي يو (الإنجليزية)
- كارلوس إسكوبار على موقع عالم كرة القدم.نت (الإنجليزية)